# Паяс кале
Паяс кале или Паяска крепост (на турски: Payas Kalesi, Паяс Калеси) е крепост разположена северно от град Искендерун, Южна Турция, на брега на Средиземно море и в близост на град Антиохия (вилает Хатай) и Сирия.
Крепостта придобива голяма популярност в България в края на 19 и началото на 20 век. Тогава в нея са заточвани редица българи – църковни и революционни дейци.